# Marco Arriagada
Marco Antonio Arriagada Quinchel (Curicó, 30 de octubre de 1975) es un ciclista chileno, ganador en dos oportunidades de la Vuelta Ciclista de Chile. Es el hermano menor del también exciclista chileno Marcelo Arriagada.

## Biografía
Realizó su debut en pruebas de primer nivel de la modalidad de pista en 1996, en el Panamericano adulto, donde consiguió el segundo lugar en persecución por equipo. En 1998 obtuvo tres medallas de plata en los Juegos Sudamericanos de Ecuador (persecución individual, por equipo y puntuación) y en 2000 remató segundo en el Panamericano de Colombia en persecución por equipo y tercer lugar individual.
En 2001 fue segundo en la Copa del Mundo de México y tercer lugar persecución por equipo. Después alcanzaría una seguidilla de triunfos a nivel sudamericano y panamericano alcanzando el récord panamericano en 4.000 metros persecución individual.
En 2003 ganó su primera Vuelta a Chile, año en que también venció en la Vuelta Ciclista por un Chile Líder. al año siguiente repitió el triunfo en la Vuelta a Chile y ganó la primera fecha de la Copa del Mundo en Moscú. Alcanzó tres medallas en los Juegos Panamericanos de 2007, donde fue el abanderado nacional.
Su desempeño en la novena edición de los Juegos Suramericanos de Medellín 2010, se identificó por obtener un total de 3 medallas.
En ese año fichó por el equipo brasileño Funvic-Pindamonhangaba donde ganó la Volta Ciclística do Paraná. Culminada la temporada en Brasil, regresó a Chile y siguió compitiendo por el equipo T Banc-Skechers en el torneo clasificatorio para la Vuelta Ciclista de Chile 2011 con el objetivo de ganar la competencia.
En enero de 2011 compitiendo por la selección chilena tomó parte del Tour de San Luis. Sorprendió a propios y extraños ganando la clasificación general, siendo esta la competencia en carretera más importante que ha ganado al ser de categoría 2.1.
Pocos días después participó de la Vuelta a Chile en donde también se coronó campeón, que ha ganado en 3 ocasiones, siendo el máximo ganador de la competencia.

### Positivo en la Vuelta a Chile
El 1 de marzo, dos días después de culminar su participación en la Vuelta Independencia Nacional en la que finalizó tercero, se dio a conocer la noticia de que había dado positivo en la Vuelta de Chile.
Esto fue confirmado por la UCI en un comunicado emitido el 4 de abril en el que además se supo que la sustancia era Estanozolol y que otros dos ciclistas también habían dado positivo, el chileno José Medina y el argentino Alfredo Lucero. Arriagada desmintió el hecho de usar ese tipo de sustancias y a pesar de poder pedir la apertura de la contramuestra, declaró que no lo haría.
La UCI recomendó una sanción de 4 años para Arriagada y finalmente el Tribunal de Honor y Arbitraje Deportivo del Comité Olímpico Nacional de Chile lo suspendió por ese período, por reiterados resultados analíticos adversos, ya que habían sido 5 las muestras positivas (4 en la Vuelta a Chile y 1 en la Vuelta Independencia Nacional). Además fue descalificado de los resultados obtenidos desde el 27 de enero de 2011, día en que comenzó la Vuelta a Chile.
Con ese período de sanción, Arriagada dijo adiós a su carrera deportiva y casi 3 años después, en enero de 2014 reconoció que durante sus años de competición usó sustancias prohibidas.

## Palmarés

### Carretera
- 1999 (como amateur)
  - 5.º en la clasificación final de la Vuelta Ciclista de Chile
  - 2.º en el Campeonato de Chile en Ruta

- 2000 (como amateur)
  - 2.º en el Campeonato de Chile Contrarreloj

- 2001 (como amateur)
  - Campeonato de Chile Contrarreloj

- 2003 (como amateur)
  - Vuelta Ciclista Líder al Sur
  - Campeonato de Chile Contrarreloj  
  - Vuelta a Chile, más 1 etapa

- 2006 (como amateur)
  - 2 etapas de la Vuelta Ciclista Líder al Sur
  - Campeonato de Chile Contrarreloj  
  - 1 etapa de la Vuelta a Chile
  - Vuelta a Mendoza, más 1 etapa

- 2010
  - Campeonato de Chile Contrarreloj   (como amateur)[13]
  - 2.º en el Campeonato de Chile en Ruta  (como amateur)
  - Volta do Paraná, más 2 etapas

- 2011 (como amateur)
  - Tour de San Luis

### Pista
2004
- Moscú Puntuación

2005
- Campeonato Panamericano Persecución por Equipos (haciendo equipo con Gonzalo Miranda, Luis Fernando Sepúlveda y Enzo Cesareo)

2007
- Seis Días de Aguascalientes (haciendo pareja con Antonio Cabrera)

## Equipos
- Funvic-Pindamonhangaba (2010)[14]
- TBanc Skechers (amateur) (2011)